# Les Fonts (l'Estany)

Les Fonts, respecte del terme de l'Estany

Les Fonts és un paratge del terme municipal de l'Estany, a la comarca del Moianès.
Està situat a prop de l'extrem nord del terme, a ponent del Molí del Castell, a l'esquerra de la Riera de l'Estany i al sud-oest del Pont del Molí. És al nord del Camp Roqueta i al sud-est dels Camps Magres. Té la Font del Molí al nord-est, la Font de Sant Antoni a llevant i la Font de la Sala.